# Ronja, fille de brigand
Ronja fille de brigand (山賊の娘ローニャ, Sanzoku no Musume Rōnya) est une série télévisée d'animation japonaise en images de synthèse à rendu 2D en 26 épisodes de 26 minutes co-produite par Polygon Pictures, la NHK, le studio Ghibli et Dwango sous la direction de Gorō Miyazaki et diffusée pour la première fois sur NHK BS Premium du 11 octobre 2014 au 28 mars 2015. Il s'agit d'une adaptation du roman d'aventure Ronya, fille de brigand d'Astrid Lindgren paru en 1981.

## Synopsis
La série suit la naissance, l'enfance et l'accession à l'âge adulte de Ronja, la fille de Mattis, chef d'une troupe de brigands qui rôde dans une vaste forêt peuplée de créatures naturelles et surnaturelles. Entourée par l'affection des brigands, Ronja explore la forêt en se défiant de ses nombreux périls, qu'il s'agisse des harpies, des nains gris ou des brigands de la bande rivale. L'équilibre diplomatique délicat entre les deux bandes se trouve bientôt remis en cause par l'amitié qui se noue entre Ronja et Birk, le fils du chef ennemi de Mattis.

## Distribution
- Haruka Shiraishi : Ronja[1]
- Takaaki Seki : Mattis, chef des brigands, mari de Lovis et père de Ronja
- Yukari Nozawa : Lovis, cheffe des brigands, femme de Mattis et mère de Ronja
- Umeji Sasaki : Skalle-Per, vieux brigand, doyen de la bande
- Shoichiro Akaboshi : Fjosok, brigand, bras droit de Mattis
- Rintarou Nishi : Tjegge, brigand
- Takeo Ogawa : Tjorm, brigand
- Kenji Sugimura : Sturkas, brigand
- Takahiro Shimada : Knotas, brigand et colosse
- Yuusuke Tezuka : Pelje, brigand, cadet de la troupe
- Keiji Himeno : Lill-Klippen, brigand, archer hors pair
- Atsuki Tani : Borka, chef de la troupe rivale de brigands
- Saori Kato : Tori-Onna, harpie

## Conception de la série
Ronja fille de brigand est la première série réalisée par Gorō Miyazaki, qui avait jusqu'à présent réalisé deux longs-métrages d'animation au sein du studio Ghibli : Les Contes de Terremer en 2007 et La Colline aux coquelicots en 2011. Gorō Miyazaki indique que son intention en réalisant la série était, non pas seulement d'élaborer un récit initiatique d'accession à l'âge adulte, mais aussi d'évoquer la maturation d'une relation entre père et fille et d'une relation d'amitié. La série cherche à s'adresser autant aux adultes qu'aux enfants. 
L'animation utilise des images de synthèse mais adopte un rendu de dessin animé traditionnel. Elle est produite par le studio Polygon Pictures en collaboration avec le studio Ghibli. Le studio Ghibli agit en tant que superviseur du comité de production.

## Fiche technique
- Titre : Ronja fille de brigand
- Titre original : 山賊の娘ローニャ, Sanzoku no Musume Rōnya
- Réalisation : Gorō Miyazaki
- Scénario : Hiroyuki Kawasaki
- Musique : Satoshi Takebe
- Production : Polygon Pictures, en collaboration avec le studio Ghibli
- Pays :  Japon
- Nombre d'épisodes : 26
- Durée d'un épisode : 26 minutes
- Dates de première diffusion : sur NHK BS Premium du 11 octobre 2014 au 28 mars 2015[4]

## Liste des épisodes
- 01 - Naissance orageuse
- 02 - Première rencontre avec la forêt
- 03 - Peur dans la forêt
- 04 - Le son du siffleur
- 05 - Un nouvel envahisseur
- 06 - Une vieille amitié
- 07 - Le brouillard des âmes évaporées
- 08 - Quand l'automne arrive
- 09 - Prisonnière de la neige
- 10 - Le vœu de fraternité
- 11 - Le secret
- 12 - Rencontres souterraines
- 13 - Le bain des brigands
- 14 - Le retour du printemps
- 15 - Un conflit sans issue (1ère partie)
- 16 - Un conflit sans issue (2ème partie)
- 17 - Un nouveau chez-soi
- 18 - Des invités non désirés
- 19 - Première dispute
- 20 - Les chevaux sauvages
- 21 - L'attaque des harpies
- 22 - Un été unique
- 23 - La valeur de la vie
- 24 - Le combat des brigands
- 25 - Enfin unis !
- 26 - Le passage des saisons

## Musique
La bande originale de la série est composée par Satoshi Takebe. La chanson du générique (theme song) est composée par Hiroko Taniyama et arrangée par Satoshi Takebe, avec des paroles par Gorō Miyazaki ; elle est interprétée par Aoi Teshima et Mari Natsuki. Une insert song, composée par Takebe avec des paroles de Gorō Miyazaki, est interprétée par Yukari Nozawa.
La bande originale de la série est éditée en un CD de 35 pistes par le label Pony Canyon en décembre 2014.

## Éditions en vidéo
La série est éditée en DVD et Blu-Ray en France en juin 2020 chez Septième Factory.

## Produits dérivés
Une bande dessinée reprenant les images de la série est publiée en février 2021, en un seul volume de 352 pages.

## Distinctions
En 2016, la série remporte l'International Emmy Kids Awards, catégorie "Animation".